# Stazione di Lubiana Črnuče
La stazione di Lubiana Črnuče (in sloveno železniška postaja Ljubljana Črnuče) è una stazione ferroviaria posta sulla linea ferroviaria Lubiana-Kamnik. Serve il comune di Lubiana ed è situata nell'insediamento di Črnuče nell'omonimo distretto.